# Araeococcus goeldianus
Araeococcus goeldianus är en gräsväxtart som beskrevs av Lyman Bradford Smith. Araeococcus goeldianus ingår i släktet Araeococcus och familjen Bromeliaceae. Inga underarter finns listade i Catalogue of Life.